# Cooloola pearsoni
Cooloola pearsoni är en insektsart som beskrevs av Rentz, D.C.F. 1999. Cooloola pearsoni ingår i släktet Cooloola och familjen Cooloolidae. Inga underarter finns listade i Catalogue of Life.